# Parenostre
Parenostre es una película catalana de drama político y biográfico de 2025, dirigida por Manuel Huerga y escrita por Toni Soler en base a una historia que coescribió con Albert Val y Marcel Barrena. Está protagonizada por Josep Maria Pou. Se estrenó en cines españoles el 16 de abril de 2025, con distribución de Filmax.

## Trama
La película cuenta la historia de Jordi Pujol (Josep Maria Pou), un político catalán admirado por el pueblo y por su familia, cuyo legado queda destruido después del destape de un caso de corrupción.

## Reparto
- Josep Maria Pou como Jordi Pujol
  - Marc Rius como Jordi Pujol joven
- Carme Sansa como Marta Ferrusola
  - Martina Roura como Marta Ferrusola joven
- Pere Arquillué como Jordi Pujol Ferrusola
- Eduardo Lloveras como Oriol Pujol
- Xavier Ricart como Josep Pujol Ferrusola
- David Selvas como Artur Mas
- Silvia Abril como Victoria Álvarez
- Antonio Dechent como José Manuel Villarejo
- Alberto San Juan como Juan Carlos I
- Lluís Soler como Mossèn Ballarín

## Producción
En noviembre de 2023, se anunció que el rodaje de la película Parenostre, sobre Jordi Pujol, había concluido bajo la dirección de Manuel Huerta. Josep Maria Pou fue confirmado como el actor que protagonizaría la película interpretando a Pujol, mientras que Carme Sansa interpretaría a su esposa Marta Ferrusola. El rodaje de la película tuvo lugar a lo largo de cuatro semanas enteramente en los platós de Grup Mediapro localizados en el distrito 22@ en Barcelona, convirtiéndose así en la primera película europea rodada completamente con producción virtual.

## Lanzamiento y marketing
El 24 de marzo de 2025, Filmax lanzó el tráiler final de Parenostre y programó su estreno en cines españoles para el 16 de abril de 2025.